# Ritchie Valens
Ritchie Valens, nom artístic de Ricardo Esteban Valenzuela Reyes (Pacoima, Califòrnia, 13 de maig de 1941 - Grant Township, Iowa, 3 de febrer de 1959), va ser un cantautor i guitarrista estatunidenc d'origen mexicà.
Tot i ser un pioner del rock and roll i el predecessor del rock Chicano, la carrera de Valens només va durar vuit mesos. Durant aquest temps, tanmateix, va fer diversos èxits, el més notable dels quals "La Bamba". Originalment era una cançó tradicional mexicana, que Valens va transformar en una cançó amb un ritme de rock i va esdevenir un èxit el 1958, convertint Valens en un pioner del rock castellanoparlant i el moviment rock and roll.
El 3 de febrer de 1959, en el que es coneix com El dia que la música va morir, Valens va morir en un accident d'avioneta a Iowa, juntament amb els músics Buddy Holly i J.P. "The Big Bopper" Richardson.
L'any 1987 Lou Diamond Phillips va interpretar-lo en el biopic La Bamba, pel·lícula dirigida per Luis Valdez.